# Chad Smith
Chad Gaylord Smith, ou como é mais conhecido, Chad Smith (Saint Paul, 25 de outubro de 1961), é um baterista americano, mais conhecido como membro de longa data da banda californiana de rock Red Hot Chili Peppers, com quem se juntou em 1988 e permanece até hoje. Smith se juntou ao supergrupo Chickenfoot em 2008, quando os Chili Peppers estavam em hiato.
Chad Smith também trabalhou com Glenn Hughes e também em seu próprio projeto de rock instrumental Chad Smith's Bombastic Meatbats. Além de bandas de Smith, ele também grava com muitos outros músicos, incluindo Dixie Chicks, Kid Rock e George Clinton. Smith ficou em # 64 na lista dos "100 melhores bateristas de todos os tempos" pela Rolling Stone. Ele entrou para o Guinnes Book após tocar na maior bateria do mundo, constituída por 308 peças.
Em 2012 foi introduzido ao Hall da Fama do Rock como membro do Red Hot Chili Peppers.

## Biografia

### Primeiros anos
Chad Smith começou a tocar bateria aos 7 anos, enquanto vivia com sua família em Bloomfield Hills,Michigan. As primeiras baterias de Chad eram compostas de objetos que seu pai recuperava do lixo. Chad Smith começou a ter aulas de bateria na 4 ª série. Enquanto crescia, o amor de Chad Smith pela música foi estimulado por seu irmão Brad, mostrando-lhe bandas como Led Zeppelin e o Deep Purple, que tinha como baterista Ian Paice, que deixou uma impressão muito grande em Chad Smith, depois de assistir ao show da banda pela televisão escondido de sua mãe.
Com apenas 11 anos, Chad Smith já estava tocando com Brad na banda cover Conspiracy Rockin'. Eles tocavam The Doors e Led Zeppelin em bailes escolares. Depois ele passou a integrar diversas bandas do estado, como Tilt, Tyrant, Terence e E-Trian além de Toby Reed, com a qual gravou discos e saiu em turnê como ato de suporte para a banda Kansas, e tendo, durante todo esse tempo variados tipos de emprego paralelos de meio expediente para prover a garantia de seu sustento.
Durante seus anos de colégio, Chad Smith entrou em cena no club de Detroit, Michigan, com bandas como Northstar. Depois de estudar na Andover High School, Chad Smith se matriculou na Lahser High School, onde ele finalmente se formou em 1980.

### Carreira musical
Segundo Smith, sua primeira grande experiência profissional foi trabalhar com Larry Fratangelo na banda Pharaoh:"Eu tinha chegado ao ponto da minha bateria, onde eu senti que eu era muito bom, mas eu realmente não sabia sobre a dinâmica e as construções de canções. Larry foi fundamental para abrir os olhos e ouvidos para essas coisas". A carreira de Chad Smith como baterista não ia a lugar nenhum rápido. Ele sonhava em tocar com uma grande banda, mas as coisas não estavam indo seu caminho. Ele gravou Point Of Entry (1982) com a banda Pharaoh e In The Light (1986) com o grupo Toby Redd. A maioria do trabalho de Smith era da cena musical de Detroit. Eventualmente, Chad Smith decidiu se mudar para uma área diferente do país para perseguir suas aspirações musicais. Ele então se mudou para Los Angeles, Califórnia, onde ele prontamente entrou em uma escola de música.
Beirando os trinta anos, lá tentou se firmar na vida até que, num anúncio de jornal, descobriu uma audição para o novo posto de baterista da banda Red Hot Chili Peppers. Na época, os Chili Peppers eram um "tipo de banda underground universitária". Na hora do teste Chad, que tem 1,91 de altura, reparou: "Esses caras são baixinhos'. Eu olhava para as capas dos discos deles e pensava: 'Esses caras vão ser uma tremenda banda de sucesso'. E então eu entrei lá e eles eram baixinhos, e eu muito mais alto que eles. Foi um pouco estranho". Chad Smith também lembrou que não estava particularmente interessado na banda e não sabia muito sobre eles, mas já que eles tinham um contrato de gravação, ele decidiu tentar. Ele descreveu o teste:
| “ | Criei e começamos a sacudir. Estávamos apenas improvisando. Eu não sabia que qualquer de suas canções e eles não se importam. Há uma química musical direita fora da batida. | ” |

De acordo com John Frusciante, Chad chegou na audição com uma camisa do Metallica e com seu cabelo todo frizzado, John logo pensou: "Oh meu Deus, vamos mandar esse cara embora daqui". Porém Chad começou a guiar a jam, que comumente era guiada por Flea. Chad então começou a acelerar o ritmo, enquanto falava: "Vão se f#d&r, vão se f#d&r". John disse que ali aprendeu a lição de que é sobre a pessoa ser o que é pelo seu interior, e não pela sua aparência.
O teste correu bem. Os Red Hot Chili Peppers tinham encontrado o baterista. No entanto, para Chad Smith entrar na banda como membro, Anthony Kiedis (vocalista), estabelecia que ele tinha que cortar o cabelo para entrar no grupo. No dia seguinte, Chad Smith apareceu com seu cabelo intacto. Ele foi autorizado a entrar na banda, ganhou muito respeito de não se submeter aos desejos Anthony.
Chad Smith gravou até agora 7 álbuns de estúdio com os Red Hot Chili Peppers. Conseguiu sucesso com o seu primeiro álbum, Mother's Milk de 1989, tornou-se um sucesso devido à exposição da MTV dos seus vídeos com o cover de "Higher Ground" de Stevie Wonder e o álbum conseguiu certificado ouro poucos meses depois. Para o próximo álbum, eles se mudaram para The Mansion que virou estúdio de gravação com o produtor Rick Rubin para trabalhar no que viria a ser seu álbum mais bem-sucedido ainda, Blood Sugar Sex Magik. Durante as gravações a banda decidiu que eles ficariam dentro da mansão durante a gravação, embora Smith, convencido de que o local era assombrado, se recusou a ficar. Ele, ao contrário dos outros, ia todos os dias de motocicleta até a mansão. O álbum se tornou um sucesso, vendendo sete milhões de cópias só nos Estados Unidos, e gerou hits como "Give It Away" e "Under the Bridge". Já com One Hot Minute (1995) o grupo não conseguiu tanto sucesso como o anterior, muito devido à saída de John Frusciante. Mas o álbum atingiu a marca de mais de seis milhões de cópias vendidas e três singles que conseguiu boas posições nas paradas musicais.
O álbum Californication de 1999 marcou a volta de John e é o álbum mais vendido do grupo até hoje, com mais de 15 milhões de cópias vendidas em todo o mundo. Depois seguiu By The Way e Stadium Arcadium, ambos seguiram o sucesso, sendo que o segundo conseguiu vencer quatro Grammys. Depois de uma turnê de um ano e meio o grupo deu uma pausa nas atividades. Durante esse tempo Chad Smith fez projetos com Sammy Hagar, Joe Satriani e Michael Anthony com o supergrupo de hard rock Chickenfoot, que lançou seu álbum de estreia em 2009. Chad excursionou com a banda até a volta dos Chili Peppers em dezembro de 2009, quando ele começou a compor com a banda para o décimo álbum, I'm With You. Durante esse tempo ele também terminou de gravar o Chickenfoot III. Para excursionar com o Red Hot, ele deu um tempo no Chickenfoot e para seu lugar entrou Kenny Aronoff, mas deixou claro que se juntará com o supergrupo quando a tour terminar.
Em abril de 2012 foi introduzido ao Hall da Fama do Rock como membro do Red Hot Chili Peppers. Sobre isso ele disse: "Estou realmente muito honrado. Toquei nos clubes (de sua terra natal) de Detroit por oito anos, sabe? Nunca em meus sonhos… se você tivesse vindo até mim e falado: ‘Ei, você vai mudar para a Califórnia e se juntar ao Red Hot Chili Peppers e vender milhões de discos e viajar por todo o mundo e 25 anos depois você vai estar no Rock and Roll Hall of Fame, eu diria: 'Você tá totalmente chapado!'. E aqui estamos".

## Projetos Paralelos

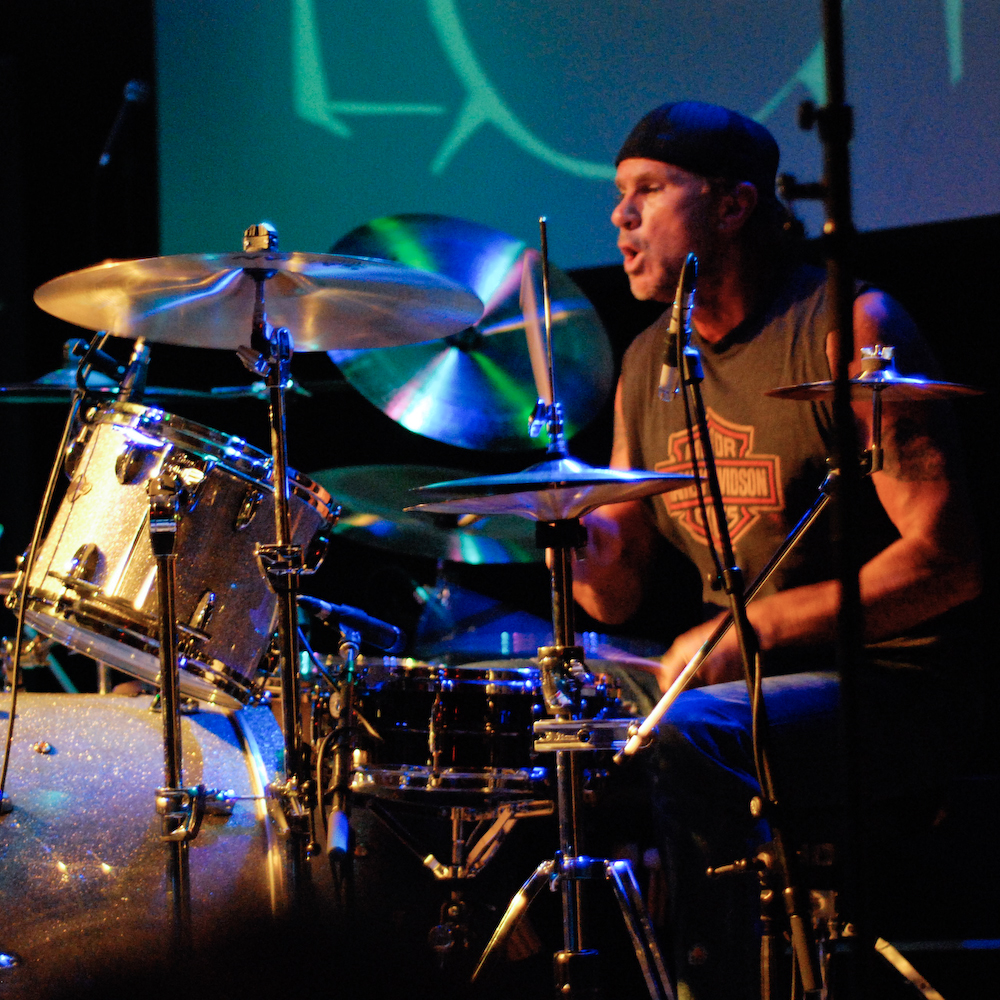
Chad Smith no Drum Clinics em 2008.

Além do trabalho com os Red Hot Chili Peppers, Chad se destacou em álbuns do cantor e baixista Glenn Hughes, mais conhecido por ter sido membro do Deep Purple de 1973 a 76. Chad Smith tocou nos quatro últimos álbuns do músico, sendo que no seu primeiro trabalho com Hughes, Songs In The Key Of Rock Chad só trabalhou em uma faixa, "Get You Stoned", enquanto nos outros ele tocou em todas as faixas. Ele também tocou no álbum ao vivo de Glenn, Soulfully Live in the City of Angels. Chad aparece no clipe de "Love Communion", do álbum First Underground Nuclear Kitchen, de 2008.
Outro um projeto é o Chad Smith's Bombastic Meatbats, um grupo de rock instrumental fundado em 2008 por Chad, Ed Roth e Jeff Kollman quando eles participaram do projeto com Glenn Hughes. Depois o grupo adicionou Kevin Chown como baixista e lançou seu primeiro álbum, "Meet the Meatbats", lançado em 2009. O jornalista Greg Prato da Allmusic comentou: "o grupo especificamente volta o relógio aos anos 70, quando o rock instrumental foi baseado no funk e fusion". Ele também diz "Smith tem sido considerado um dos melhores bateristas do rock, e o álbum de estreia do Bombastic Meatbats só irá fortalecer sua posição". O segundo álbum, More Meat foi lançado em 2010.
Chad Smith também participou de diversas outras gravações, incluindo trabalhos solo de membros do Red Hot Chili Peppers:Trust No One de Dave Navarro em 2001 e Shadows Collide With People de John Frusciante em 2004. Em 2009, Chad participa do álbum da banda japonesa de Hard Rock B'z, intitulado de Magic. Fora da música se juntou ao ator Dick Van Dyke, e gravou um disco infantil, "Rhythm train", que também foi coproduzido por Smith que interpreta alguns personagens e toca bateria.

## Estilo musical
Chad Smith toca diversos géneros como jazz, Funk rock, rock alternativo, funk metal, hard rock, e heavy metal. E suas principais influências são o baterista de jazz Buddy Rich e John Bonham, do Led Zeppelin.
A MusicRadar o colocou na lista dos "50 maiores bateristas de todos os tempos", ficando atrás de Mike Portnoy, Neil Peart, Keith Moon, e de suas duas principais influências, Rich e Bonham.

## Vida Pessoal
Os pais de Chad são Curtis e Joan Smith. Ele tem dois irmãos mais velhos, Bradley e Pamela. Em 8 de maio de 2004, em Hopetown, Ilhas Ábaco nas Bahamas, Smith se casou pela segunda vez com a arquiteta Nancy Mack, primeiro eles se casaram em 1994, mas eles se separaram em 1998. Eles têm três filhos juntos, Cash Cole e Beckett e Dashiell. Smith, Mack e seus meninos dividem seu tempo entre Malibu, Califórnia e Nova York. Smith tem 3 outros filhos de relacionamentos anteriores; a filha Manon St. John Smith com a primeira esposa, Maria St. John, a filha Ava Cadoso-Smith, e seu filho Justin Smith.
Smith é um fã obstinado do Detroit Pistons e adora jogar golfe, andar de moto, surf e assistir Saturday Night Live. Ele tem uma notável semelhança com o ator Will Ferrell e reconheceu a semelhança em várias entrevistas.
Smith contribui regularmente para as seguintes organizações sem fins lucrativos: MusiCares, Surfer's Healing, uma organização que presta ajuda a crianças que enfrentam Autismo, Right Turn in Boston e Camp Korey.

## Equipamento
| Chad's DW Acrylic kit: - 12x8 tom - 14x14 floor tom - 16x16 floor tom - 24x18 kick drum - 14×5 Pearl Ultracast Snare Sabian cymbals: - 14" AAX-Celerator Hats, - 21" AA Rock Ride, - 20" AA Rock Crash, - 19" AA Medium Crash, - 19" Vault Holy China, - 10" AAX Splash Vater Percussion sticks: - Chad Smith Funk Blaster | Pearl hardware: - C1000 straight stand x 5 - P2000C bass drum pedal - H2000 hi-hat stand - S2000 snare stand - D1000S throne - T2000 double tom stand - B1000 boom stand - AX20 adapter Remo drumheads: - Clear Powerstroke 4 (Bass Drum Batter): 24" - Clear Ambassador (Tom Resonants): 12", 14", 16" - Clear Controlled Sound(Tom Batters):12", 14", 16" - Coated Controlled Sound (Snare Batter): 14" - Ambassador Hazy (Snare Side): 14" |

## Discografia
| Com Red Hot Chili Peppers - Mother's Milk (1989) - Blood Sugar Sex Magik (1991) - One Hot Minute (1995) - Californication (1999) - By the Way (2002) - Stadium Arcadium (2006) - I'm With You (2011) - The Getaway (álbum) (2016) - Unlimited Love (2022) Com Glenn Hughes - Songs In The Key Of Rock (2003) - Soulfully Live In The City Of Angels (2004) - Soul Mover (2005) - Music For The Divine (2006) - First Underground Nuclear Kitchen (2008) Com Chickenfoot - Chickenfoot (2009) - Chickenfoot III (2011) Com Chad Smith's Bombastic Meatbats - Meet The Meatbats (2009) - More Meat (2010) Com Companheiros de banda Red Hot - Dave Navarro - Trust No One (2001) - John Frusciante - Shadows Collide With People (2004) Chickenfoot - Joe Satriani - What Happens Next (2018) | Outros - Pharaoh - Point Of Entry (1982) - Toby Redd - In the Light (1986) - Second Self - Mood Ring (1990) - Twenty Mondays - Twist Inside (1991) - Queen Remix (1991) - Wild Colonials - Fruit of Life (1994) - General Clusterfunk - Starin' Straight at the Sun (1994) - Various Artists - A Means to an End: The Music of Joy Division (1995) - Original Soundtrack - Grace of my Heart (1996) - Wayne Kramer - Dangerous Madness (1996) - Thermadore - Monkey on Rico (1996) - Howard Stern's Private Parts (1997) - Lili Haydn - Lili (1997) - John Fogerty - Blue Moon Swamp (1997) - Leah Andreone - Alchemy (1998) - Fishbone- The Psychotic Friends Nuttwerx(2000) - Various Artists - Loud Rocks (2000) - Johnny Cash - Unearthed (2003) - Hughes Turner Project - HTP 2 (2003) - Dixie Chicks - Taking The Long Way (2006) - B'z - Magic (2009) - Kid Rock - Born Free (2010) |